# Bupleurum petiolulatum
Bupleurum petiolulatum là một loài thực vật có hoa trong họ Hoa tán. Loài này được Franch. mô tả khoa học đầu tiên năm 1894.